# Rendang

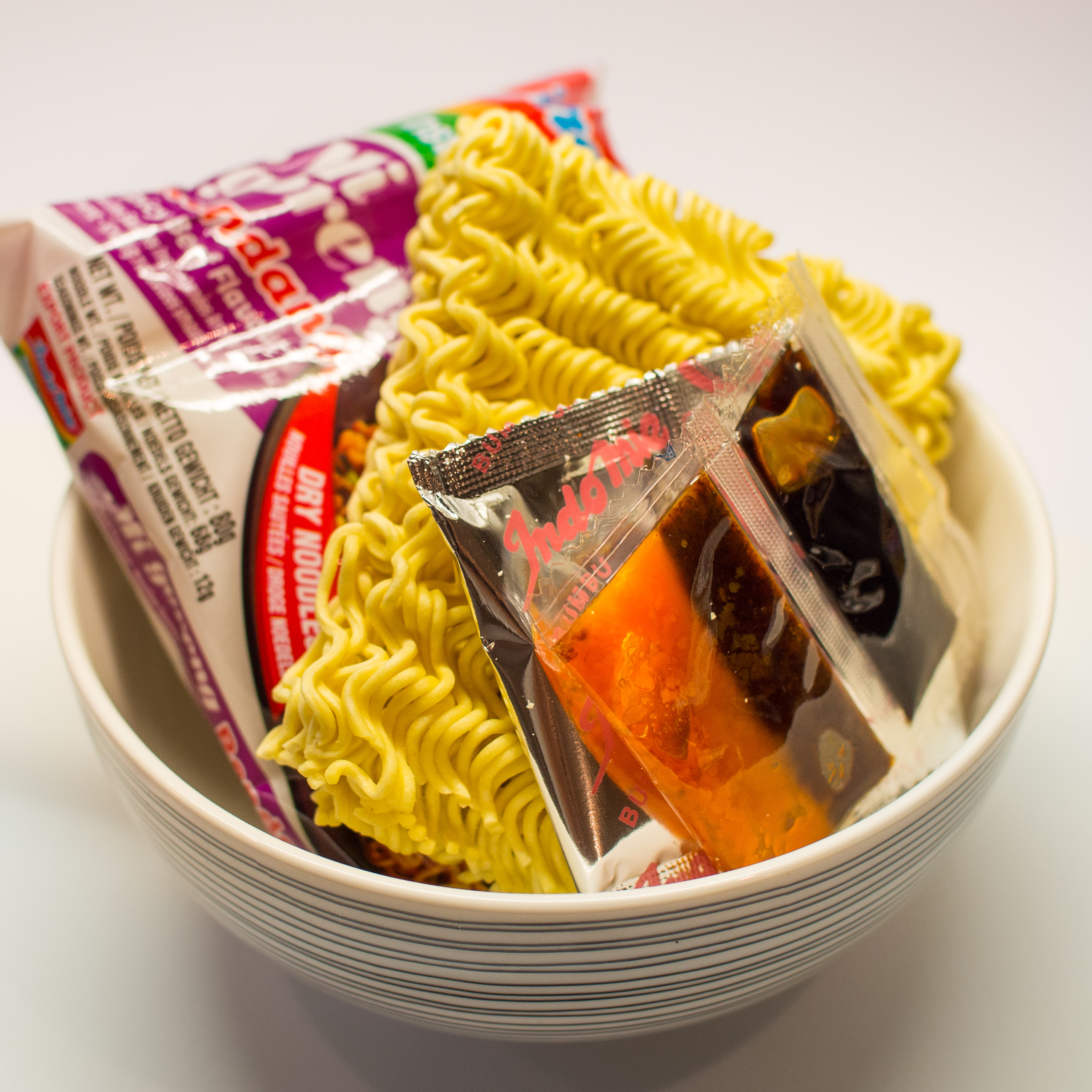
Le Indomie rendang.

Le rendang est un plat originaire du groupe ethnique minangkabau en Indonésie et qui est maintenant consommé à travers tout le pays et en Malaisie,.
Le rendang est généralement fait de bœuf ou parfois de poulet, de mouton, de buffle d'eau, de canard ou encore à base de légumes ou de fruits comme le fruit du jacquier ou le manioc. Cette base est lentement cuite dans du lait de coco avec des épices pendant plusieurs heures, le temps que le liquide s'évapore et que la viande ait absorbé les condiments.
Parmi les épices utilisées, il peut y avoir du gingembre, du galanga, du curcuma, de la citronnelle et du piment. Si la viande est du poulet ou du canard, on peut utiliser du tamarin.
Il y a deux sortes de rendang, le sec et le humide. Le sec est conservé entre trois et quatre mois pour les grandes occasions. Le rendang humide est consommé dans le mois suivant sa préparation.
Ce plat est généralement servi avec du riz sauté (nasi goreng) mais, en Malaisie, on peut le trouver accompagné de ketupat (gâteau de riz compressé) ou de lemang (riz gluant cuit sur du bambou). Il peut également être servi avec un gâteau de riz nommé apam johol.